# 若竹町 (台北市)
若竹町（わかたけちょう）は、日本統治時代の台湾における台北市の行政区画。一丁目から三丁目までで構成された。老松町の北に位置する。現在の台北市西南部万華区の貴陽街一段、中華路、西寧南路、昆明街の一部が若竹町に含まれる。日本統治時代には多くの日本人が居住していた。

## 町内の施設
- 法華寺（二丁目）